# Europamästerskapen i fälttävlan 2011
Europamästerskapen i fälttävlan 2011 arrangerades den 25 - 28 augusti 2011, i Luhmühlen i Tyskland. Tävlingen var den 30:e upplagan av Europamästerskapen i fälttävlan. Frankrike och Sverige kvalificerade lag till olympiska spelen i London 2012 genom sina lagplaceringar i europamästerskapet.

## Resultat
| Placering | Ryttare                | Häst                | Land |
| --------- | ---------------------- | ------------------- | ---- |
| 1         | Michael Jung           | La Biosthetique Sam | GER  |
| 2         | Sandra Auffarth        | Opgun Louvo         | GER  |
| 3         | Frank Ostholt          | Little Paint        | GER  |
| 12        | Sara Algotsson Ostholt | Wega                | SWE  |
| 26        | Malin Petersen         | Piccadilly Z        | SWE  |
| 29        | Dag Albert             | Mitras Eminen       | SWE  |
| 31        | Katrin Norling         | Pandora Emm         | SWE  |
| 50        | Christoffer Forsberg   | Grafman             | SWE  |

| Placering | Land           |
| --------- | -------------- |
| 1         | Tyskland       |
| 2         | Frankrike      |
| 3         | Storbritannien |
| 4         | Sverige        |
| 5         | Irland         |
| 6         | Italien        |